# Laurus azorica
Laurus azorica là loài thực vật có hoa trong họ Nguyệt quế. Loài này được (Seub.) Franco miêu tả khoa học đầu tiên năm 1960.